# Studenten Organisatie Groningen

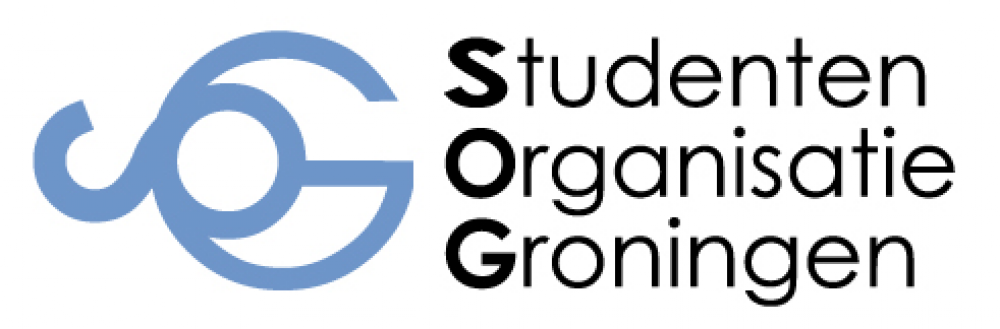
Logo van de SOG

De Studenten Organisatie Groningen (SOG) is een belangenorganisatie van studenten aan de Rijksuniversiteit Groningen, die een pragmatische studentenpolitiek voorstaat. De SOG komt voort uit een aantal studentenorganisaties waarvan de oudste teruggaat tot 1972 Deze kwamen voort uit het verzet tegen de dominante invloed van leden van de CPN (Communistische Partij Nederland) binnen de GSb (Groninger Studentenbond). De SOG vertegenwoordigt de actieve studenten, de internationale studenten en duurzaamheid binnen de Universiteitsraad. SOG is aangesloten bij het Interstedelijk Studenten Overleg.
Chronologie van organisaties waaruit de SOG is voortgekomen:
- 1972-1976: G.R.O.S. (Groninger Organisatie voor Studenten), zowel een kiesvereniging voor de Universiteitsraad als een studentenbelangenorganisatie
- 1976-1982: P.S.F. (Progressieve Studenten Federatie) kandidaatstellingsorganisatie voor de universiteitsraad
- 1976-2002: S.O.R.U.G. (Studenten Organisatie Rijksuniversiteit Groningen), begonnen als studentenbelangenorganisatie, de studentenfractie werd al in 1994 opgeheven.
- 1994-2002: S.F.G. (Studenten Fractie Groningen)
- 2002-heden: SOG (Studenten Organisatie Groningen)

De SOG is vanaf 2002 elk jaar ruim vertegenwoordigd in de universiteitsraad van de Rijksuniversiteit Groningen.Ledenblad en extern orgaan van de SOG is de Ruggegraat, die drie keer per jaar uitkomt.
Bekende voormalige leden van de SOG of zijn voorlopers zijn Frank de Grave (voormalig minister van defensie) en Bruno Bruins (voormalig minister voor Medische Zorg).